# 1261 Legia
1261 Legia eller 1933 FB är en asteroid i huvudbältet som upptäcktes 23 mars 1933 av den belgiske astronomen Eugène Joseph Delporte i Uccle. Den har fått sitt namn efter det latinska namnet på en belgiska staden Liège.
Asteroiden har en diameter på ungefär 32 kilometer.